# 酪醇
酪醇（英語：Tyrosol）是一种苯乙醇衍生物，也称为4-羟基苯乙醇，4-Hydroxyphenylethanol，存在许多天然来源，如橄欖油等，能作为抗氧化剂使用。